# Hypolimnas inornata
Hypolimnas inornata är en fjärilsart som beskrevs av Matsumura 1927. Hypolimnas inornata ingår i släktet Hypolimnas och familjen praktfjärilar. Inga underarter finns listade i Catalogue of Life.